# Nhà thờ Hồi giáo Kruszyniany
```
Nhà thờ Hồi giáo Kruszyniany
 là một 
nhà thờ Hồi giáo
 bằng gỗ nằm ở làng Kruszyniany, ở 
Podlaskie Voivodeship
, 
Ba Lan
. Tòa nhà là nhà thờ Hồi giáo 
Tatar
 lâu đời nhất ở 
Ba Lan
, được xây dựng theo sơ đồ 
hình chữ nhật
, với diện tích là 10 x 13 
mét
.
[
1
]
```

## Lịch sử
Ngôi làng Kruszyniany đã được vua John III Sobieski giao cho người Tatar, những người đã tham gia vào cuộc chiến chống lại Đế chế Ottoman, người đứng về phía Cộng đồng Ba Lan - Litva. Sau khi người dân Tatar định cư trong khu vực, người Tatar đã xây dựng nhà thờ Hồi giáo, lần đầu tiên được đề cập trong một tài liệu có từ năm 1717. Nhà thờ Hồi giáo hiện tại rất có thể được xây dựng vào nửa sau của thế kỷ thứ mười tám, hoặc trong nửa đầu của thế kỷ XIX (không xác định ngày xây dựng chính xác của tòa nhà), tại vị trí của nhà thờ Hồi giáo cũ. Năm 1846, tòa nhà đã trải qua quá trình cải tạo, thông tin về những gì được tìm thấy trên một phiến đá, bên cạnh lối vào của phụ nữ.
Sau Thế chiến II, khu vực này đã được định cư bởi những người hồi hương và Hồi giáo từ Belarus ngày nay. Năm 2008, với sự tài trợ của Bộ Văn hóa và Di sản Quốc gia, tòa nhà gỗ được trang bị hệ thống an toàn.